# Slavice (Horní Kozolupy)
Slavice jsou vesnice, část obce Horní Kozolupy v okrese Tachov v Plzeňském kraji. 

## Historie
První písemná zmínka o vesnici pochází z roku 1329.

## Obyvatelstvo
Při sčítání lidu v roce 1921 zde žilo 305 obyvatel (z toho 154 mužů), z nichž bylo 304 Němců a jeden cizinec. Až na jednoho evangelíka se ostatní hlásili k římskokatolické církvi. Podle sčítání lidu z roku 1930 měla vesnice 312 obyvatel: dva Čechoslováky, 308 Němců a dva cizince. Všichni byli římskými katolíky.
| Rok            | 1869 | 1880 | 1890 | 1900 | 1910 | 1921 | 1930 | 1950 | 1961 | 1970 | 1980 | 1991 | 2001 | 2011 | 2021 |
| -------------- | ---- | ---- | ---- | ---- | ---- | ---- | ---- | ---- | ---- | ---- | ---- | ---- | ---- | ---- | ---- |
| Počet obyvatel | 317  | 302  | 350  | 337  | 314  | 305  | 312  | 168  | 138  | 127  | 108  | 100  | 87   | 85   | 92   |
| Počet domů     | 61   | 61   | 59   | 57   | 56   | 58   | 65   | 49   | 33   | 29   | 28   | 29   | 24   | 28   | 30   |

## Obecní správa
Při sčítání lidu v letech 1850–1963 Slavice byly samostatnou obcí, se kterým patřily nejprve do okresu Teplá, ale v letech 1900–1930 v okrese Planá a v roce 1950 v okrese Stříbro. V letech 1964–1979 byly částí obce Horní Kozolupy v okrese Tachov. Od 1. ledna 1980 do 23. listopadu 1990 byly částí obce Cebiv v okrese Tachov. Od 24. listopadu 1990 jsou opět částí obce Horní Kozolupy v okrese Tachov.

## Pamětihodnosti
- Kaple
- Zámek Slavice
- Kostel svatého Vavřince
- U kaple Panny Marie na severním konci vesnice při silnici na Horní Kozolupy roste památný strom Slavická lípa.

## Další fotografie

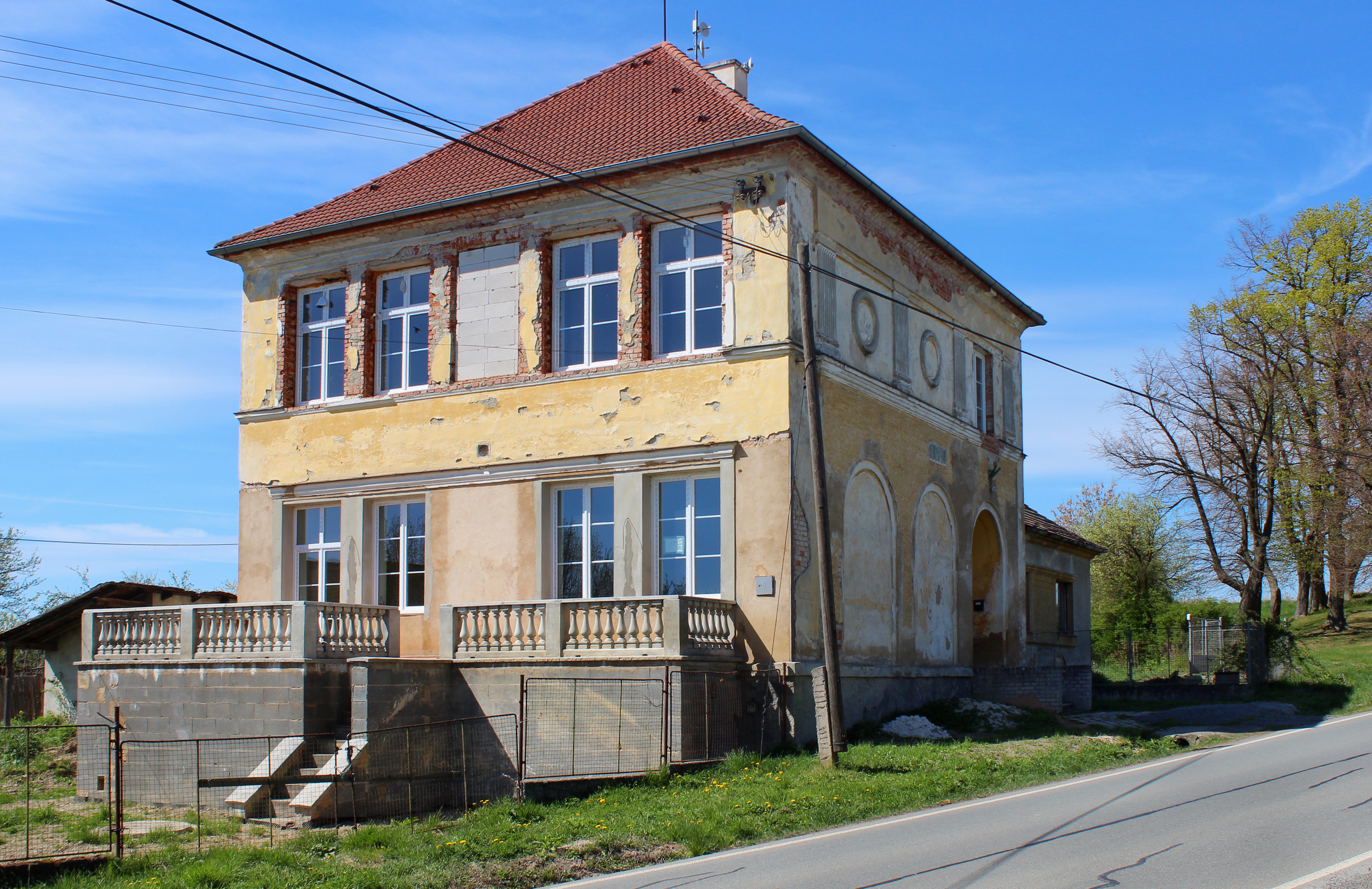
Bývalá škola
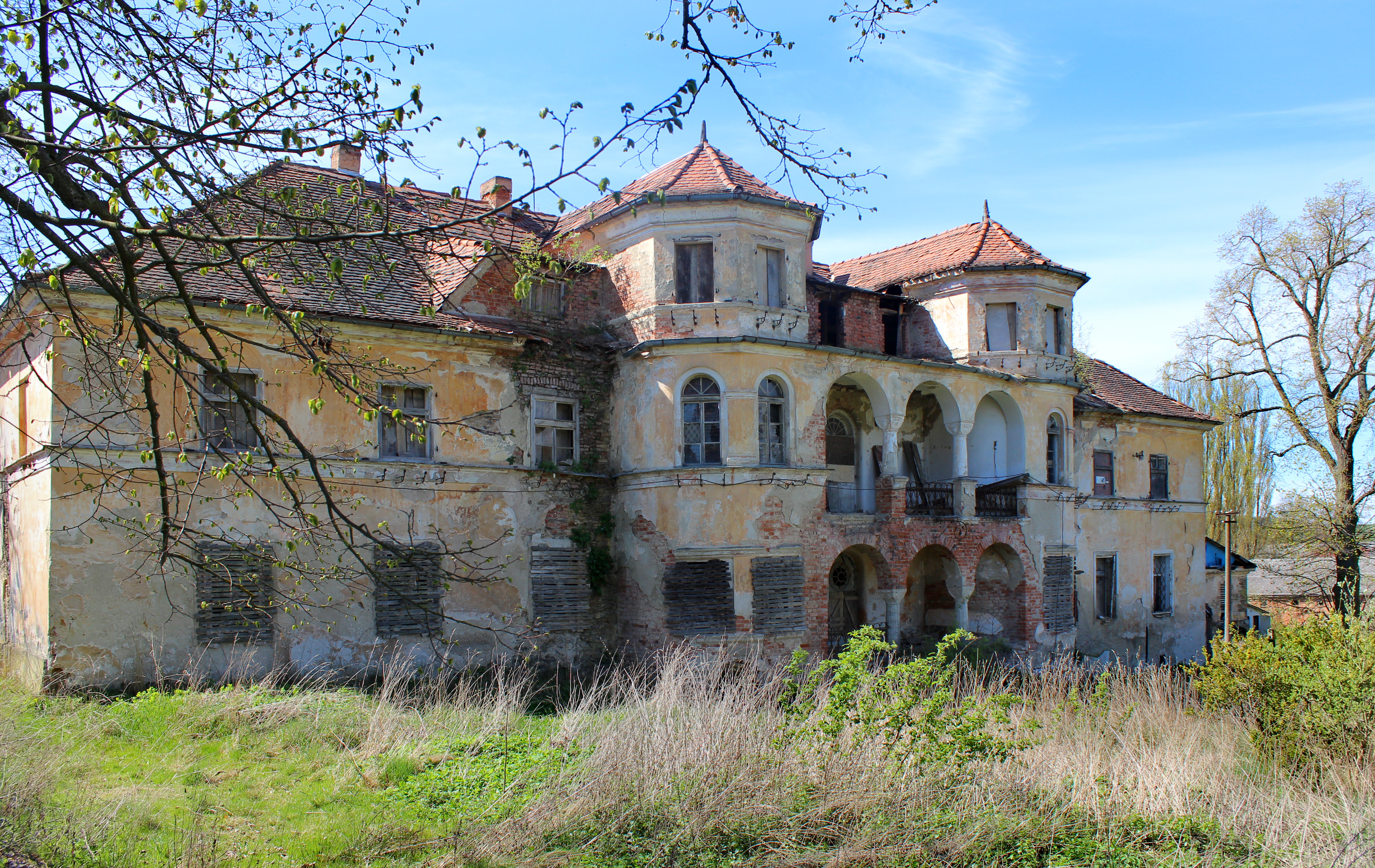
Zámek
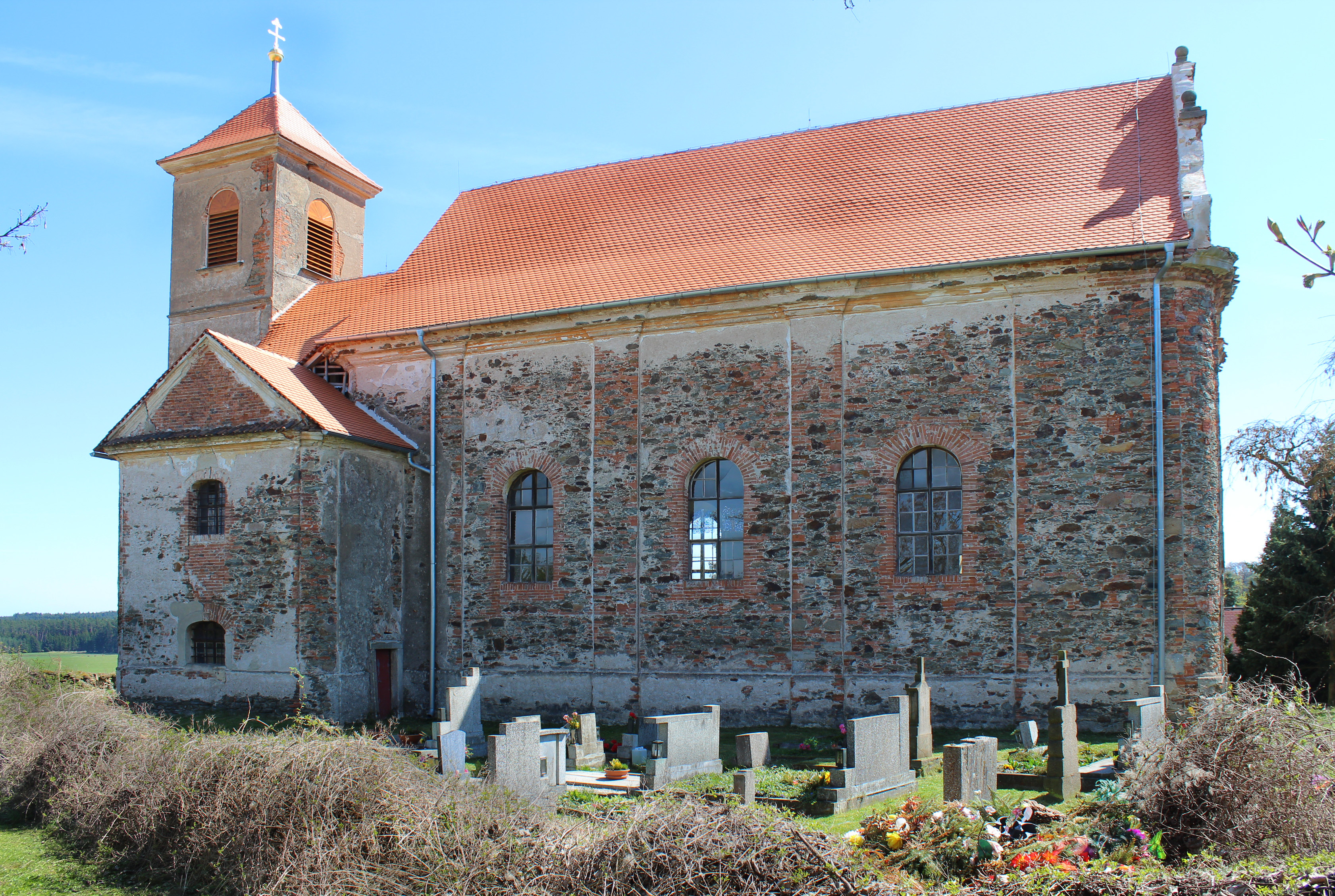
Kostel svatého Vavřince